# Relations entre la France et le Mali
Les relations entre la France et le Mali désignent les relations diplomatiques s'exerçant entre la République française d'une part et la république du Mali de l'autre.
Ces relations sont spécialement animées par un traité de coopération en matière de défense signé à Bamako le 16 juillet 2014.

## Histoire

### Période coloniale
A la fin du dix-neuvième siècle, alors que les puissances européennes s'adonnent à l'impérialisme et se constituent de vastes ensembles coloniaux, la France se lance à la conquête de l'Afrique. Elle avance le long du fleuve Sénégal.
Le Soudan français est créé par décret le 18 août 1890. Il est intégré en 1895 à l'Afrique-Occidentale française. L'armée française prend Sikasso en 1898 et capture Samory Touré la même année, ce qui marque la fin de la conquête française.
Les Français développent l'agriculture par l'intermédiaire de l'Office du Niger. Les productions exportées ont augmenté du fait de l'intervention française.

### Indépendance
À la suite de la Seconde Guerre mondiale, la puissance française est affaiblie. Les nationalismes s'affirment dans tout l'empire colonial. En 1946, le Rassemblement démocratique africain est créé à Bamako.
Le 28 septembre 1958, 97 % des électeurs du Soudan français votent en faveur de la création d'une République soudanaise au sein de la Communauté française. L'indépendance de la république du Mali est proclamée le 22 septembre 1960.

## Depuis l'indépendance
Après la déclaration d'indépendance, le Mali est longtemps proche de l'Union soviétique. À la suite de la dislocation de l'URSS, le pays s'est rapproché de l'Occident et, notamment, de la France. Les relations entre la France et le Mali à l'époque contemporaine demeurent complexes, marquées par l'existence d'une forte communauté malienne installée en France.
Le 31 janvier 2022, la junte militaire au pouvoir, issue du coup d'État de 2021 demande à l’ambassadeur de France de quitter le Mali. Le 18 février, il est demandé à la France de « retirer, sans délai, les forces Barkhane et Takuba du territoire national ». En mars 2022, les médias français Radio France internationale et France 24 sont interdits par la junte après que ceux-ci ont relayé l'implication de l'armée malienne et du groupe Wagner dans des meurtres de civils.

### Sur le plan militaire
Les deux pays sont unis dans leur lutte contre le terrorisme. Afin de contenir la progression d'Al-Qaeda au Maghreb Islamique, la France a déployé 4 000 soldats au Mali en 2012, dans le cadre de l'opération Serval, chiffre qui a pu monter à 5 100 avec l'opération Barkhane lancée en 2014.
Les forces françaises ont été chaleureusement accueillies à leur arrivée au Mali au début de cette opération, mais les relations se sont progressivement détériorées. Le nombre d'attaques terroristes dans le pays n'a cessé d'augmenter, tout comme le nombre de Maliens rejoignant les groupes d'insurgés. Ainsi, la menace militante islamiste s'est également étendue à d'autres pays tels que le Burkina Faso et le Niger, les insurgés faisant des raids dans la région depuis leurs bases dans le désert du Sahara. D'après la BBC, de nombreux habitants estiment que la France, en tant que puissance militaire développée, aurait dû être en mesure de résoudre le problème du terrorisme et qu'elle devrait s'écarter si elle ne peut pas le faire.
En juin 2021, Emmanuel Macron annonce la fin de l’opération Barkhane, les troupes françaises impliquées dans l'opération devant être retirées au cours de 2022.
Aux côtés de ses partenaires européens, la France forme et conseille les forces armées (EUTM Mali) et les forces de sécurité intérieure (EUCAP Sahel Mali) du Mali. La France soutient ouvertement le G5 Sahel.

### Tensions diplomatiques et dégradation progressive des relations
En février 2020, les propos de l'ambassadeur du Mali en France provoquent un incident diplomatique : ce dernier se plaint  d'« un comportement déplacé dans les « Pigalle de Bamako » » de membres des forces armées françaises, mettant par ailleurs en avant « un « ressenti au sein de la population » vis-à-vis de la présence militaire française, notamment faute de victoires plus probantes ». La commission sénatoriale devant laquelle l'ambassadeur s'exprimait lui reproche la « stigmatisation de l'armée française à travers des comportements certainement vrais de certains soldats ». Après la convocation de l'ambassadeur au ministère français des affaires étrangères, le ministre malien homologue se déplace à Paris et se désolidarise de son ambassadeur, estimant que « les militaires français font honneur à la Nation ».
Dans le contexte de coup d'État au Mali du 24 mai, les relations diplomatiques entre les deux pays connaissent un regain de tension en septembre et octobre 2021. Celui-ci plonge ses racines dans la condamnation de la part du Premier ministre malien Choguel Maïga du retrait de la force Barkhane du pays africain, que le chef de gouvernement a qualifié d'« abandon en plein vol » lors de la 76e session (en) de l'Assemblée générale des Nations unies à New York, le 28 septembre 2021. Le surlendemain, Emmanuel Macron, « choqué » et vexé, rétorque à ces allégations « inacceptables » qu'il décrit comme une « honte » et renchérit en déclarant que « ça déshonore ce qui n'est même pas un gouvernement ».
En réaction, la junte malienne convoque l'ambassadeur français à Bamako, Joël Meyer, le 5 octobre 2021, pour lui manifester formellement son mécontentement. Dans la foulée, le ministère malien des affaires étrangères, dirigé par Abdoulaye Diop, publie un communiqué protestant contre les « propos inamicaux et désobligeants » d'Emmanuel Macron. Ces évènements s'inscrivent dans un contexte diplomatique compliqué pour la France, affairée dans la crise des sous-marins australiens et les tensions avec l'Algérie voisine. On peut également y voir l'influence de la Russie, qui se voit confier des contrats de sécurité au Mali.
Le gouvernement putschiste déclare le 31 janvier 2022 que l'ambassadeur de France est sommé de quitter le Mali d'ici 3 jours. En septembre 2022, Abdoulaye Maïga, Premier ministre par intérim, critique violemment le gouvernement français à la tribune de l'ONU, estimant, après le retrait des militaires français de l'opération Barkhane, que le Mali avait été « poignardé dans le dos par les autorités françaises » et qualifiant les autorités françaises de « junte au service de l'obscurantisme ». 
Le 10 août 2023, la France et le Mali suspendent réciproquement la délivrance de visas pour tous leurs ressortissants a destination de leur pays respectif . En date du 16 septembre 2023, la France suspend la délivrance des visas pour les étudiants du Mali, du Burkina Faso et du Niger .
En décembre 2023, Le Mali et le Niger annonce dans un communiqué conjoint. dénoncer les accords visant à la non-double imposition avec la France, Les accords prennent fin «dans un délai de trois mois».

### Sur le plan économique

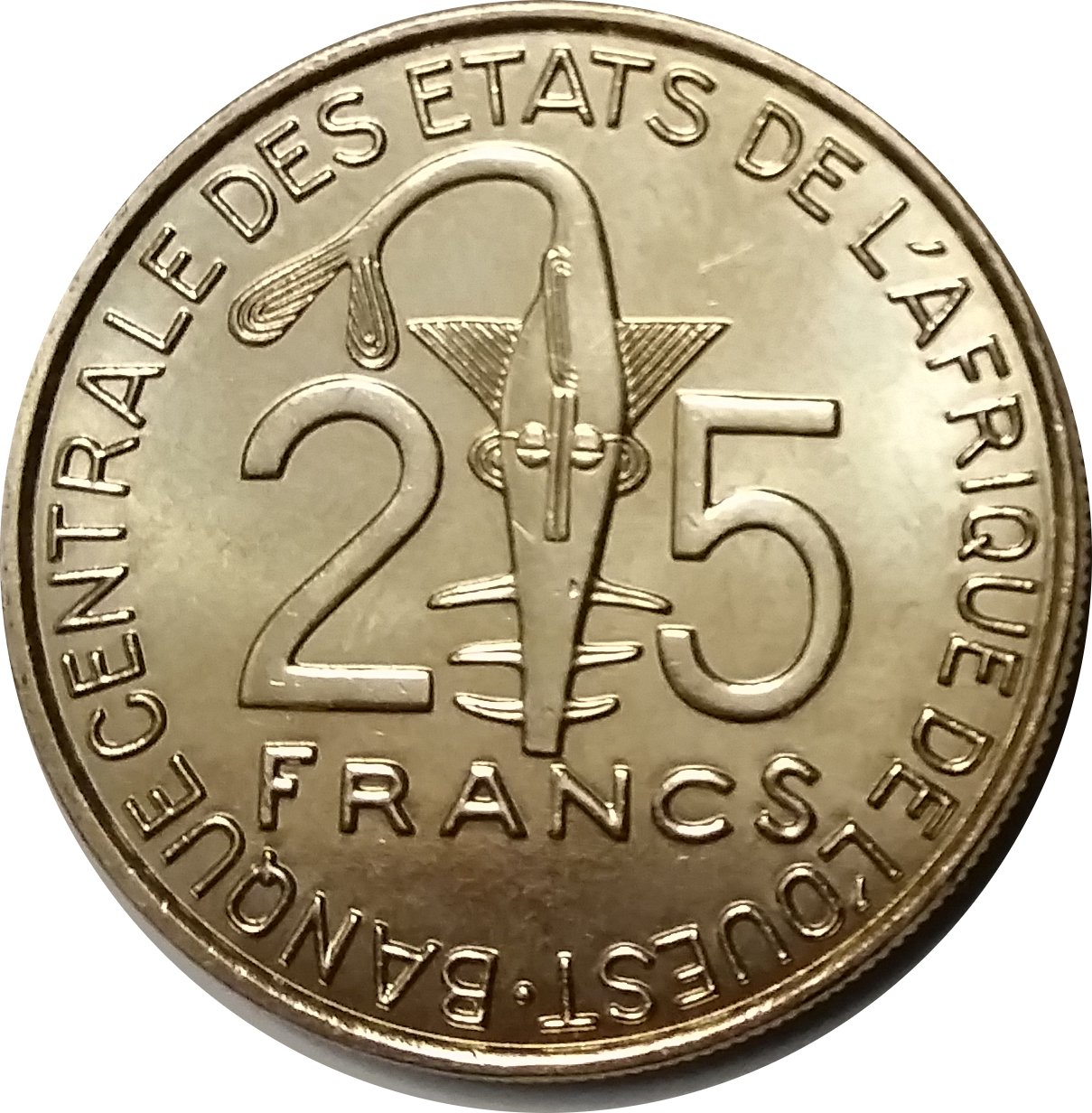
Pièce de 25 francs CFA.

Le Mali est membre de la zone franc CFA, ensemble monétaire couvrant la plus grande partie de l'ancien empire colonial français d'Afrique subsaharienne. Les devises des pays membres de cette zone, comme le Mali, sont à parité fixe avec l'euro et leur valeur est garantie par le Trésor public français. Aujourd'hui, la pertinence du franc CFA est remise en question. Si le franc CFA donne au Mali davantage de crédibilité grâce à la garantie monétaire française, les pays de la zone souffrent de la surévaluation de leur monnaie, l'euro étant une devise très forte.
En 2010, le Mali n'est que 165e au rang des partenaires de la France en termes d'échanges économiques avec 262,2 millions d'euros échangés. Le pays exporte essentiellement du coton et de l'or vers la France. D'une manière générale, sa situation économique est profondément affectée par l'instabilité politique que le pays connaît.
En 2013, les entreprises françaises sont présentes au Mali avec 28 filiales et quelque 2 700 personnes employées. Par ailleurs, 36 sociétés, créées et dirigées par des ressortissants français, emploient 1 050 personnes et réalisent un chiffre d'affaires de 13 milliards de francs CFA. En tout, 6 000 ressortissants français sont alors présents dans le pays.
Les grandes multinationales françaises, dont Total, BNP-Paribas et Laborex, sont implantées au Mali. En 2018, la France est le premier fournisseur du Mali, devant le Sénégal et la Côte d'Ivoire.
La France est le premier bailleur bilatéral du Mali. Elle soutient les secteurs de la santé et de l'éducation, du développement rural et des infrastructures d'eau et d'énergie (comme par le projet Alliance Sahel) principalement.

### Sur le plan culturel
La France compte une importante diaspora malienne. En 2020, le nombre de Maliens résidant en France était estimé entre 80 000 et 100 000 personnes,,.
Le Mali quitte l'Organisation internationale de la francophonie le 18 mars 2025.